# دنیس کمپ
دنیس کمپ (انگلیسی: Dennis Kempe؛ زادهٔ ۲۴ ژوئن ۱۹۸۶) بازیکن فوتبال اهل آلمان است.
از باشگاه‌هایی که در آن بازی کرده‌است می‌توان به باشگاه فوتبال فادوتس، باشگاه فوتبال وی‌اف‌آر آلن، باشگاه فوتبال کارلسروهه، و باشگاه فوتبال وولفسبورگ اشاره کرد.
وی همچنین در تیم‌های ملی فوتبال Germany national under-16 football team و جوانان آلمان بازی کرده‌است.